# IC 1401
IC 1401 — галактика типу Sbc (компактна витягнута спіральна галактика) у сузір'ї Водолій.
Цей об'єкт міститься в оригінальній редакції індексного каталогу.